# 小田神社
小田神社（おだじんじゃ）は、滋賀県近江八幡市小田町にある神社。旧社格は郷社。

## 祭神
主祭神
- 大山咋神（おおやまくいのかみ）

配祭神
- 罔象女神(みずはのめのかみ)
- 若雷神(わけいかづちのかみ)
- 八上比賣命（やがみひめのみこと)
- 大国主命（おおくにぬしのみこと)
- 須佐之男命（すさのおおのみこと）

## 歴史
邇保総社大宮大明神と称される。古くは倭姫命（やまとひめのみこと）の里内巡行の時に、里人から農業開田を教えられた遺跡に創立されたと伝えられる。地名の小田は、倭姫尊の業績をたたえ御田とも記される。入母屋造檜皮葺の楼門は南北朝時代の建築であり、織田信長の兵火からも守られ、重要文化財に指定されている。1920年（大正9年）に郷社となった。

## 文化財

### 重要文化財（国指定）
- 小田神社楼門（大正6年4月5日指定）[4]。
- 木造大日如来坐像 - 当神社飛地境内の大日堂（近江八幡市十王町）に安置[5][6]

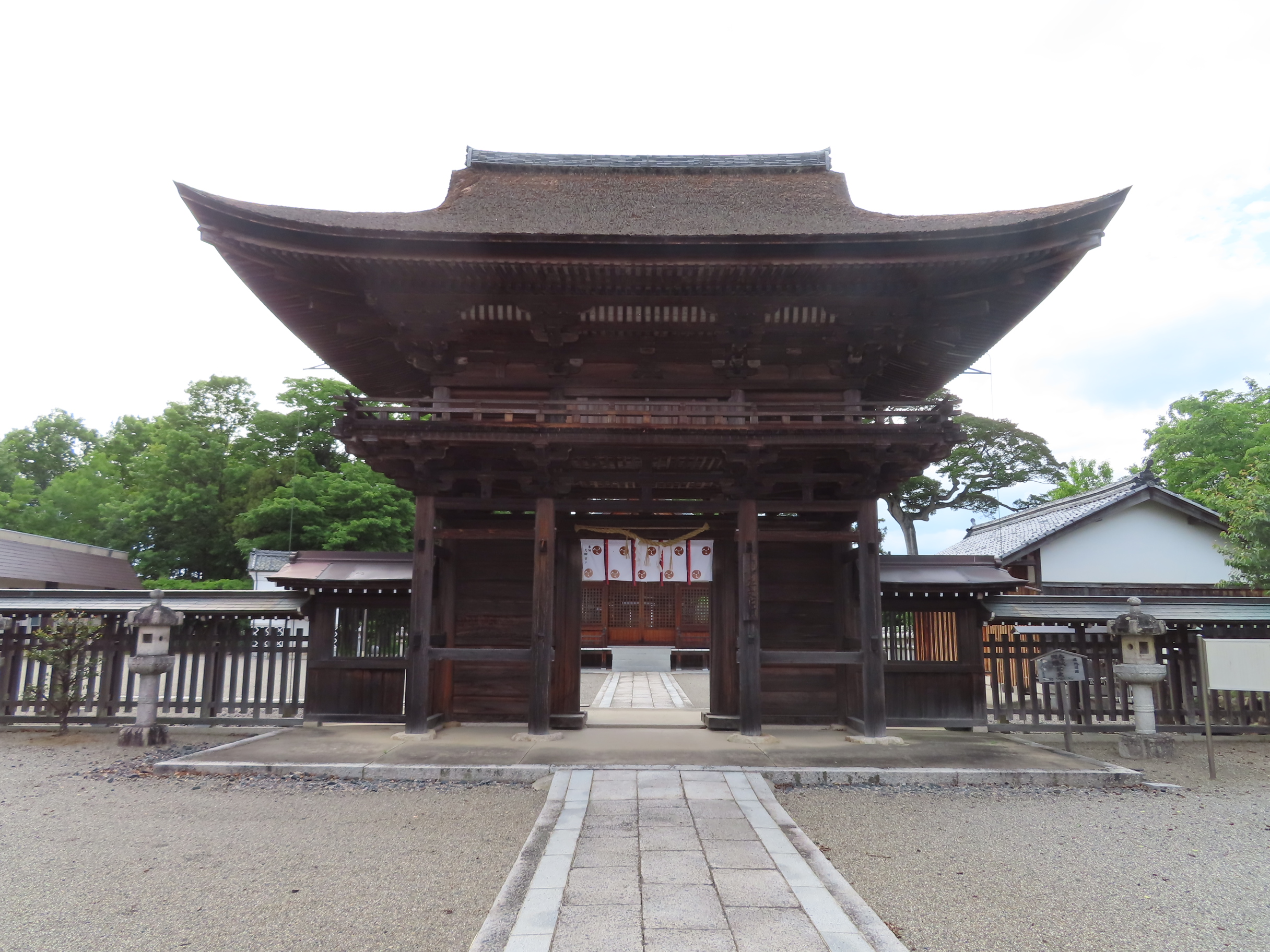
小田神社楼門

## 現地情報
所在地
- 滋賀県近江八幡市小田町54

交通アクセス
- JR東海道本線（琵琶湖線）近江八幡駅からあかこんバスで小田停留所下車（徒歩すぐ）、篠原駅からあかこんバスで十王町公民館停留所下車（徒歩8分）。

※近江鉄道八日市線（万葉あかね線）は、「近江八幡駅から」を参照（※当神社は篠原駅の方が近い）。